# Ambès

Ambès este o comună în departamentul Gironde din sud-vestul Franței. În 2009 avea o populație de 2.920 de locuitori.

## Evoluția populației
| An        | 1975  | 1982  | 1990  | 1999  | 2006  | 2009  |
| --------- | ----- | ----- | ----- | ----- | ----- | ----- |
| Populație | 2.545 | 2.715 | 2.567 | 2.824 | 2.910 | 2.920 |